# 法輪功
法輪功（ほうりんこう、ファールン・ゴン、拼音: Fǎlún Gōng、簡体字: 法轮功）は、吉林省出身の李洪志が1990年代初めに伝えだした気功。法輪大法（ほうりんたいほう、ファールン・ダーファー、拼音: Fǎlún Dàfǎ、簡体字: 法轮大法）とも呼称される。「真・善・忍」を中心的な理念とし、気功は五式の動作で構成される。法輪功を学ぶ人（実践者）たちは「学習者」と呼ばれるため、本記事でもそのように表記する。中国本土では1992年から普及活動が開始されたが、1999年ごろより弾圧を受けるようになった。
1999年ごろの学習者の数は7000万人を超えていたとされており、共産党や人民解放軍でも学習者が急増していた状況は共産党政権に脅威に映ったといわれているが、当時の国家主席江沢民が法輪功に対して個人的な嫉妬を覚えたため、1999年に法輪功を邪教と定め活動禁止し、弾圧を始めた。以後2025年現在まで、法輪功の学習者たちは共産党政権の司法・警察・政治権力による迫害を受けており、裁判令状のない逮捕、拘束、収容所における死に至るほどの虐待や拷問がなされていると、人権擁護団体や報道機関が伝えている。収監者数や死者数については、法輪功自体による発表や第三者機関による調査など諸説あり、収監者数を数千万人、死者を数千人とするものもある。また、収監者が同意なき臓器摘出を受け殺害されているともされ、これについてロンドンで開かれた民衆法廷は疑いの余地がないと結論づけたが、中国政府は否定している。中国政府の法輪功への迫害については、2010年代から2020年代にかけて、国連や欧州議会、アメリカ合衆国議会および政府閣僚により、複数の申し立てや非難声明が出されている。また、弾圧への法輪功学習者による抗議活動として脱党運動がおこなわれている。 天安門焼身自殺事件については、中国政府は法輪功学習者が起こしたものと断定しているが、法輪功側は中国政府が法輪功への弾圧を正当化するために起こしたものであると主張し、検証内容を公開している。
2024年6月25日、法輪功保護法案（HR 4132）がアメリカ下院を全会一致で可決・通過し、中国における法輪功学習者に対する迫害、臓器収奪に対して強力な法的措置を講じる画期的な動きとなった。
法輪功における最も重要な書物は、李洪志の主著『転法輪』である。また、法輪功に関係する報道機関やウェブサイトとして大紀元時報（YouTubeチャンネル「チャイナ・アンセンサード」も運営）、新唐人電視台、明慧などが、関連する舞台芸術団体として神韻が挙げられる。

## 気功としての特徴

### 理念
法輪功の特徴は、たんなる健康法にとどまらず、「真・善・忍」を中心とする「宇宙大法」を身に着けることにより、より高い次元に修煉できると説いている。「真」は真なる言動をなし、虚偽の言動をなさず、将来「返本帰真」に達すること、「善」は慈悲心をもち、人を苛めず、弱者を思いやり、人を助け善行をなすこと、「忍」は困難や屈辱に際しても、受け流し耐え、恨みや憎しみをもたず、仇を討たないこととされる。「返本帰真」とは、世俗の慾望を捨て、人間本来の自然な姿と理念の境地に達することを意味する。莫 (1999, pp. 59–60) はこれらの教えについて、世俗の栄達に対する批判的な眼差しによるものであり、中国の一般民衆が慣れ親しんでいる仏教、道教、儒教などの伝統的な価値観をうまくミックスしたもので、市場経済の変化についていけない信奉者たちの悩みをわかりやすい表現を用いて効果的に取り除こうとしたものであると評している。
今 (1999, p. 35) は、「忍」こそが在家主義をとる法輪功の教えの核心である、なぜなら山中の出家生活でなく世俗の中の在家生活でこそ修練が捗ることを意味するからだと述べている。例えば李は、「徳という物質は、われわれが苦しみに耐えたり、打撃を受けたり、良いことをしたりして得るもの」であり「業力という黒い物質は悪事を働いたり、良くないことをしたり、人をいじめたりして得るものです。［……］人を罵ったり、いじめたりすると、その人は自分の得を相手に投げ与えることになります。一方、相手はいじめられ、苦しめられ、失った側なのでそれをもらえるのです」と述べている。
法輪功は、政治的不関与を原則としており、1994年に李は学習者に対して「各地の気功修練総指導所は率先して国の法律を守り、政治に関与しない」との指示を出しているほか、『法輪大法』にも「法輪大法の学習者は、心の修練をモットーとし、絶対国の政治に関与してはならない」といった記述や、国の法律を守るべきであり、違反した場合の責任は当人が負うべきであるとの旨の記述がある。こういった政治的不関与の強調は、他の中国の気功集団も共通しておこなっており、この種の集団に対する警戒感を和らげていた。
今 (1999, pp. 40–42) は、法輪功と伝統的な気功との違いの一つとして、『転法輪』などに見られる「終末論」ないし「末法論」的な歴史観を挙げている。そして現状を堕落した拝金主義・利己主義として厳しく批判する姿勢にその表れを見ている。こうした「末法論」は、法輪功の「心性」の重視に繋がっていると今 (1999, p. 40) は指摘している。また、李の発言の中には、彼が先史時代にすでに「広範囲に人を救済」したことがあり、いま末法の時代に再び広く教えを伝えるために決意したと解釈できる言葉が含まれている。

### 学習と実践
法輪功において李の権威は強く、多くの学習者は彼を神のように見做す。これは、特定の人物や存在への帰依を要求しない通常の気功とは異なる点である。李は複数の身体（法身） をもち、講習会で学習者の下腹部に「法輪」を埋め込むことで無数の学習者を助けており、このため学習者は通常の気功と異なり、いきなり高次のレベルから修練に入れるとされる。また、李以外には法輪功を解釈する権限はなく、学習者が法輪功を伝授する場合には、「李師匠がこう仰っている」といった表現のみが許される。そして、李の説く戒律に背いた学習者は、法輪を取り上げられる。こういった特徴を今 (1999, p. 35) は「他力主義」と呼んでいる。
学習者は『転法輪』をはじめとする李の著作を読みこんでいる。李の著作を買い揃えることは信仰心の表れとされ、著作に書き込みをおこなうことは冒涜とみなされる。
法輪功では内面の向上に重点が置かれているため、他の多くの気功法同様、金銭や利益が絡む活動はいっさい許されていない。そのため、現在は各地のボランティアの手によって、無償で気功動作の指導が行われている。『転法輪』は市場相場より安価で提供され、お布施の類も一切ない。一方で今 (1999, p. 35) は、執着しないかぎりにおいては利益を得ることを拒んではおらず、「いわば『社会主義市場経済』をある意味で肯定している」と指摘している。
信条には、自殺や殺生を認めない、酒・タバコを禁ずる、といったものがある。なお李は『転法輪』において、法輪功が病気治療を目的としていないことを繰り返し強調している。これは、李が偽気功師と呼ぶ他の気功師との差別化であると考えられる。原則として、学習者が病気の治療をおこなうことも禁止されるが、慈悲心から治そうとすることは許される場合もある。また、修練の過程において李は学習者の身体を浄化するともされる。

#### 気功の動作と瞑想

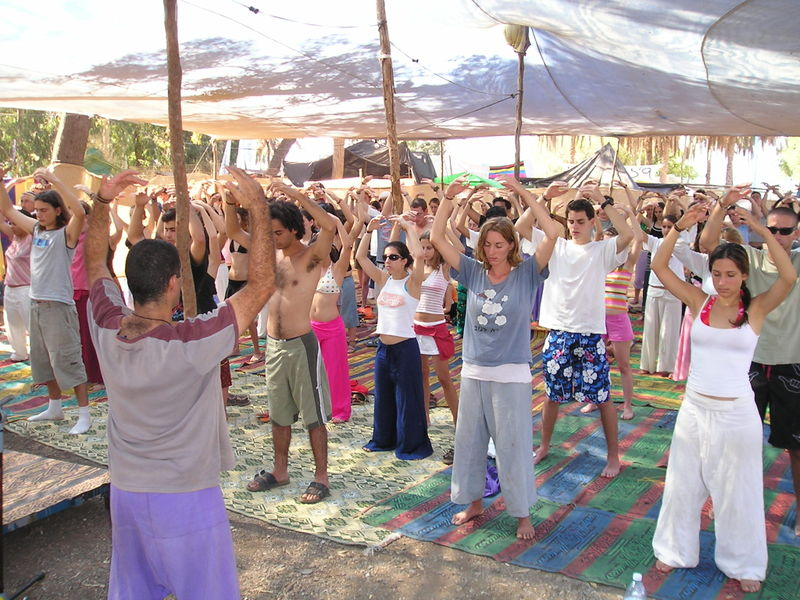
煉功風景（イスラエル）

法輪功の気功は、4つのゆったりとした動作と瞑想から構成される。法輪功の気功動作は
1. 佛展千手法（ぶってんせんじゅほう）
2. 法輪樁法（ファールンとうほう）
3. 貫通両極法（かんつうりょうきょくほう）
4. 法輪周天法（ファールンしゅうてんほう）
5. 神通加持法（じんつうかじほう）

という第1〜第5功法で構成される。第1〜第4は立った姿勢で行う動功で連続して1時間、第5は座った姿勢で行う静功で1時間行う。

## 普及
法輪功には、既存の宗教団体のような上意下達型・ピラミッド構造の組織構造・指揮系統が存在せず、はその組織運営を「蜘蛛の巣」や「インターネット」に喩えている。このように法輪功はゆるやかな「つながり」を特徴とし、明確な組織体制がないため、明確な学習者数の把握は難しい。

### 中国（本土）での普及
1992年の普及開始当初は、吉林省省都の長春市を拠点として、安心感を与えるために軍施設や教育機関を含む公的施設において講習会を開催していた。同年中に北京市でも普及活動を開始し、翌1993年には同市の海淀区に拠点を移している。同区には教育・研究・軍関連の施設が集中しており、そのためこの時期に学習者となったものには知識人や国家幹部が多く、一般市民にさらなる安心感を与えることとなった。この時期の法輪功の学習者に占める中国共産党員の割合は、一説によると3分の1に達し、地域によれば半数を超えた。
また、1992年に中国政府が主催した「東方健康博覧会」に参加し、大会総責任者の李如松と総顧問の姜学貴から高い評価を得、翌年の同博覧会で李は組織委員会の一員となり、「学際科学進歩賞」「特別金賞」および「歓迎される気功師」の称号を得たとされる。1993年には、中国気功科学研究会の直属気功流派に指定されている。
1998年に中国で行われた調査によると、学習者のほとんどは高齢の女性。3万4351人の法輪功学習者のうち、男性が27％、女性が73％だった。50歳未満は38％。法輪功学習者は、大学生から官僚、知識人、中国共産党幹部まで幅広く広がっていた。1990年代の中国での調査によると、23-40％の学習者は学位を持ち、一般の人口より数倍高学歴だった。
1998年12月、中国国家体育委員会の調査で、中国では7000万人以上が法輪功を実践していると推定。1999年7月以前、中国政府の公式推定によると、法輪功学習者の数は、中国共産党の党員数に匹敵する7000万人だった。1999年7月22日の弾圧運動前までには、中国政府発表の法輪功学習者の人数はほとんど、200万〜300万人と削減された。しかし、中には4000万人という推定値を保持する刊行物もあった。ほとんどの法輪功の情報では、この時期の中国国内の学習者の総数を7000万から8000万人と推定している。他の情報源では、1000万人から7000万人をピーク時の総数としている。今日、中国国内で何人が法輪功を続けているかを確認することは難しいが、数千万人が個々に続けていると推定する情報もある。中国国内では数万、おそらくは数十万人が法輪功を実践している。

### 中国（本土）以外での普及
1998年に放送された中国の国営テレビでは「世界で一億人が法輪大法を学んでいる」と法輪功を公に推奨していた。
1998年に李がアメリカに移住して以降、法輪功は国際的に普及していくことになる。浜 (2000a, p. 41) によると、当時の中国以外の定まった修練場所はアメリカ合衆国で100以上、台湾で101、オーストラリアで60、カナダで43、シンガポールで40、香港で30、イギリスで28、ニュージーランドで6存在し、その他マレーシア・日本・タイ・ドイツ・フランス・スイス・スウェーデン・オーストリアにも修練場所があった。また、アメリカ合衆国における学習者の7-8割が修士・博士であったという。
1999年7月には「法輪功全日本第一回交流会」が開催されている。その後2004年8月27日には、気功を通じて青少年及び広く社会一般の人々に対して、健康な体と他人に対する思いやりのある高い道徳観念を養い、より豊かな社会環境を推進するものであり、また、国際文化交流を図り豊かな文化、芸術を身につけることを目的とし、「日本法輪大法学会」が東京都において特定非営利活動法人を取得している。

### 学習会・交流会
中国内外の各地で開催される大きな会合が「学習会」「交流会」と称されるのは、李以外には大規模な伝授の会合を開くことができないという建前にもとづくものである。
2017年11月25日、台北市の国立台湾大学スポーツセンターに世界数十カ国から集まった中国伝統気功法・法輪功の学習者およそ7500人が集い、自らの精神の向上と修練について語る「修煉体験交流会」を開催した。法輪功の公式ページによると、世界70カ国以上で数千万人が修練している。

## 中国政府による弾圧

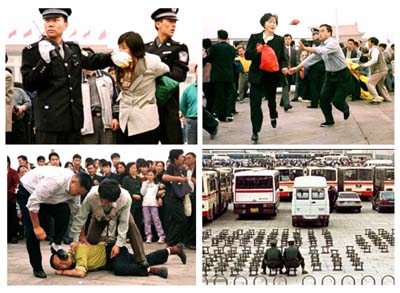
暴力的に拘束される法輪功学習者

### 弾圧にいたる経緯
1990年台後半から法輪功学習者の数が増え続けたことや、中国共産党幹部にも多数の学習者を抱えていたことなどから、中国政府は法輪功に対する危機感を高めていた。
前述のとおり法輪功は1993年に中国気功科学研究会の直属気功流派に指定されていたが、その後同会は法輪功の宗教色が強まっていると判断し危機感を強める。1996年9月に「李洪志の『法輪功』問題の状況報告について」と題する内部調査報告をまとめた。また同時に、李が仏教の研究に専念し気功の伝授をおこなわないと発言しており、さらに法輪功と関係を絶ったため、法輪功は法人としての義務をもはや果たせず、同会は法輪功との所属関係を解除した、という旨の処理案を提言がなされた。これを受けて同年11月に同会は、李が「気功を伝授する過程の中で神学と迷信を宣伝」していることや、同会の会議を欠席したことを理由とし、法輪功を直属気功流派から除外する決定を下した。また、これに先立って同年7月に中国中央官庁の新聞出版署は、『転法輪』『中国法輪功』『法輪大法義解』『神通大法』などを違法出版物に指定している。しかしこの時点では、党内に「三不政策」（法輪功については干渉しない・宣伝しない・批判しない）があり、法輪功に対する中国政府の追及は比較的緩いものであったと莫 (1999, pp. 83ｰ86) は述べている。
1998年に創始者の李洪志はアメリカに移住している。莫 (1999, p. 90) はこれについて、法輪功との全面対立を避けようとする共産党の意向を読み取ってのものか、あるいは身辺の安全のためであると推測している。中国・民衆法廷の報告書によると、同年に李嵐清国務院副総理が「法輪功の評判を傷つけ、財政的に崩壊させ、肉体的に破壊」することを求めた江沢民の指令を公表している。
また、このころの法輪功は自分たちに批判的なマスメディアや政府機関に対して、複数の抗議行動を起こしている。1999年、当局が法輪功の書籍や屋外における気功練習を統制しはじめたことに対して、数十人の学習者は中央政府に陳情を届けた。当局が理由の公表もなく拘束したことから、全国の学習者に、拘束者を解放して欲しいと願い求める声が高まった。全国から集まった1万人以上の法輪功学習者が1999年4月に北京中枢部の陳情受付所に上京した。北京では、どのような陳情者も、列に並んで陳情書を届けなければならないが、人数が多く、警察の交通案内したところ、結果的に中南海をぐるりと巡るように列ができた。この結果論を、官製紙が「中南海は包囲された」などのセンセーショナルな政治運動として取り上げ、大衆のミスリードを導いた。この出来事を契機に、1999年7月20日、当時中国の最高指導者であった江沢民が法輪功学習者への弾圧を開始した。このとき彼は「当時、7千万人以上に及んでいた国内の学習者らが団結し、中国共産党を支持する人数を上回る大規模なグループとして、なんらかの政治的関与を行うのではないかと一方的に憶測し、恐れた」と言われている。

### 弾圧の概要
法輪功への弾圧を告発するウェブサイト明慧資料館は人物リストを公表し、彼らが迫害により死亡したと主張している。人権団体が国連に提出した調査書なども数多く存在し、看守からスタンガンによる電撃と殴打を受ける等の虐待・拷問が多数あり、不審な獄中死も多いと主張している。法輪功学習者への具体的な拷問・虐待、受刑者の不審な死に関してはアムネスティが発表したとされる『現代中国拷問報告』に詳しく載っているとされている。
1999年ごろまでに、中国政府発表の法輪功学習者の人数はほとんど、200万〜300万人と削減された。
国際連合の専門機関は中国政府に詳細な調査を行うよう、現在も要求し続けている。更に2011年には、アメリカ連邦議会で迫害停止を求める605号決議案が可決されるなど、国家を挙げての大規模な迫害疑惑の波紋は更に広がりつつある。
2011年時点では中国国内での存在が一切禁止されており、キーワード「法輪功」をネット検索したり、法輪功の書籍を所持しあるいは読んだり、法輪功の気功法を練習する等の行為は、公安から取締りの対象となる。ハーバード大学の国際的な規模の国家による検閲調査によると、「法輪功」というキーワードは中国国内のインターネット検閲システムであるグレート・ファイアウォールのブロック対象になっている。
これらについて、中国の人権弁護士「高智晟」は3度にわたる共産党指導部への公開状のなかで、法輪功学習者への迫害を一刻も早くやめるよう呼びかけた。その後、高の弁護士事務所は閉鎖に追い込まれ、2007年9月22日に警察に拉致されて以降、消息がつかなくなっている。同年10月、安徽省政治協商常務委員「汪兆鈞」が、中国指導部へ政治改革を求める公開状を発表。4万字に上るその公開状の中で、天安門事件被害者の名誉回復とともに直ちに法輪功への迫害を停止するよう当局に求めた。
この問題は世界のメディアや人権団体が注視している。この件でアルゼンチンやオランダ、スペインなどで江沢民らを「人道に対する罪」で起訴する動きがある。
法輪功学習者の監禁者数は数百万〜数千万人、迫害による死者は法輪功の発表によると確認されているだけで4363人に上る。また、2020年11月の時点で、記録された年間の連行者数は5933件と法輪功の迫害状況を伝える法輪大法情報センターは発表している。

### 収監された法輪功学習者からの臓器摘出（「臓器狩り」）

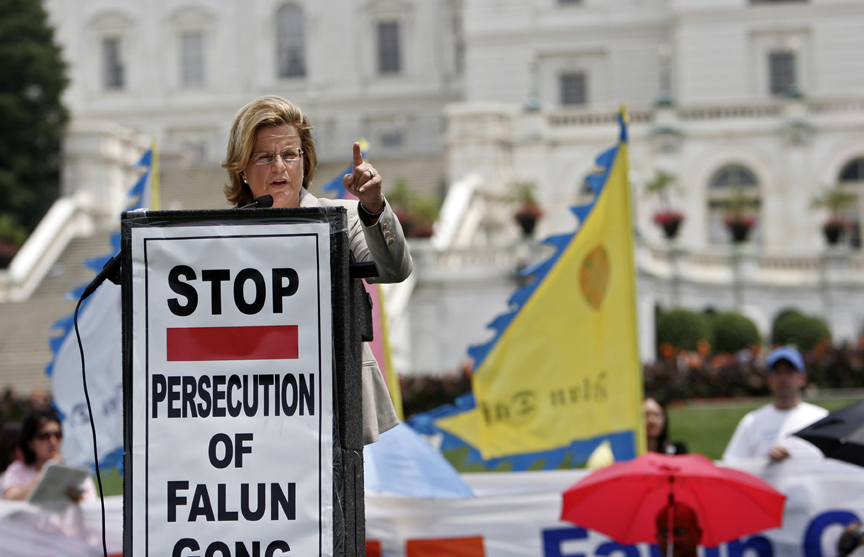
イリアナ・ロス・レイティネン下院議員による、学習者への迫害を止める様に求める演説会（ワシントンD.C.）

2006年3月に、非法輪功学習者の中国人2人がワシントンD.C.にて、『法輪功学習者に対する臓器摘出が中国で行われている』といった内容の告発をした。また、同時期に大紀元時報も「瀋陽市近郊の蘇家屯地区に、法輪功学習者を殺して、不法に臓器摘出行為を行う収容所がある」と報じている。

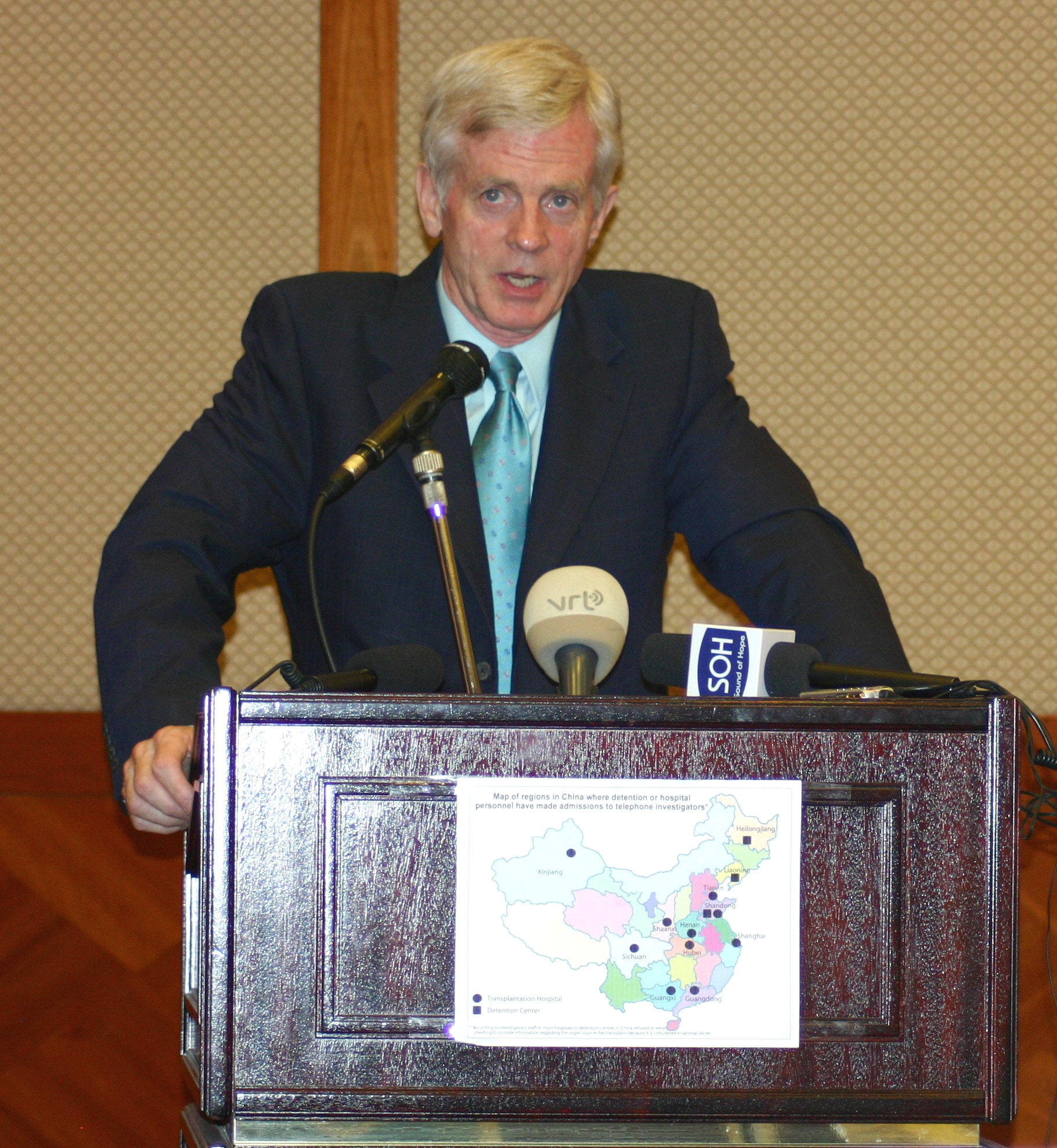
デービッド・キルガーによる、調査内容の報告会（ベルギー）

その後、米国の法輪大法協会が法輪功への迫害を調査する為に設立したCIPFGというNGO団体からの依頼を受けて、カナダの人権派弁護士デービッド・マタスと、カナダ国務省でアジア太平洋担当大臣を務めたデービッド・キルガーの二人によって詳しい調査が試みられた。しかし、二人の調査チームは中国当局の許可が下りずに中国本土に渡る事すら出来なかったのでカナダ国内から電話で調査を行った。この電話調査は、米国の議会調査局のレポートによればCIPFGのメンバーによって行われたとされている。一方で書籍「中国臓器狩り」によれば、北京語の話せる調査員によって行われたとされている。臓器移植手術の希望者を装って病院や拘置所に電話を掛けさせて、その通話内容を録音した。音声はオンタリオ州政府が公認した北京語の通訳者によって翻訳され文書化された。その結果、52種類の証拠に基づいて『法輪功という名の気功集団の学習者から臓器を摘出し、臓器移植に不正に利用している』という調査結果が判明したという。しかし、報告書を書いた二人が自ら、調査には決定的な証拠が含まれておらず、全て演繹的な推論に基づいているという事を、報告書の冒頭「E. Methods of Proof」の項目で認めている。その点について、集めた証拠は単体では証拠として機能しなくても複数を組み合わせれば信頼性を上げる効果があると説明されている。この調査内容は世界44カ国で発表が行われ、後に「血まみれの臓器狩り（Bloody Harvest, The killing of Falun Gong for their organs）」としてカナダで出版されている。この報告書によると、2001年から2005年に行われた臓器移植件数のうち、約4万件の臓器について出所が不明であるとされている。
その後、2006年8月11日に国連は不法臓器摘出行為についての申し立て書を中国政府に送付。それから約5か月後の11月28日、中国政府は蘇家屯地区などをNHKなどの報道機関に取材させたことなどを証拠として挙げた上で国連に対して申し立て、それらの内容は事実無根だと主張した。しかし、中国発表の2009年の国内の臓器移植件数は年間約1万1千件だが、アムネスティ・インターナショナルによると、2008年に中国国内で刑が執行された死刑囚の数は1718人であり、死刑者から摘出された臓器だけでは、臓器源の説明がつかない。
大紀元時報は次のように報道している。その後、マンフレッド・ノーワック国際連合拷問特別調査官は、「明らかに、中国国内の病院の臓器移植手術件数は、1999年から急激に上昇している。しかし、その数に相当するドナーは存在しない」と矛盾点を指摘し、これらの問題を解決するには中国政府の協力が不可欠であり、一日も早い調査を願うとした。ちなみに、ノーワック自身も、2005年に中国国内で拷問調査を行っており、国連人権委員会に対し報告書を2部提出している。そして、その報告書には「法輪功学習者たちは、心不全を起こす薬物を注射され、臓器を摘出されている間、あるいはその後に殺害されている」と記載されていた。ノーワックは、「強制労働収容所に監禁されている人の大多数は法輪功学習者で、彼らは裁判を受ける権利も与えられない。また、法輪功学習者は国内の拷問被害者の約3分の2を占めている。これらの状況は、自分自身が中国から出た後も、まったく好転していない」と現在も訴え続けている。

#### 強制臓器摘出に反対する医師団
「強制臓器摘出に反対する医師団」（DAFOH: Doctors Against Forced Organ Harvesting）は長年、移植用臓器をめぐる犯罪、特に中国での受刑者に対する臓器強制摘出を反対する活動を続けている。DAFOHは法輪功側や一部の国際人権団体などからの「中国の司法・病院・収容施設が組織ぐるみで愛好者を大量に殺害し、臓器を密売している」という告発について、国連に独立調査を要請する署名活動を世界各地で行い、集まった50数カ国の200万人近くの署名を国連人権理事会に提出した。
同医師会は2016年ノーベル平和賞候補となり、推薦者の1人である英国会議員リーアム・フォックスのスポークスマンは、英語大紀元時報による電話取材において「同組織の努力はとても大切で、世界の平和と人権に大きく貢献している」と推薦の理由を語った。同議員がDAFOHの実績として挙げているのは、長年来、中国で弾圧を受けている伝統気功・法輪功の愛好者に対する大規模な臓器狩りという疑惑の真相究明に取り組んでいることである。

#### アメリカ議会による非難
2001年、中国の医師・王国斉が米下院で、自らが死刑囚からの臓器狩りにかかわったと証言して以来、中国の臓器狩りをめぐる多くの証拠が浮かび上がっているという。
2012年10月4日アメリカにおいて、民主党と共和党議員合わせて106人が連名でクリントン国務長官に書簡を送り、米政府が所有する囚人対象の「臓器狩り」の資料公開を求めた。また、中国共産党に対して同事件の操作をやめるよう呼び掛けた。書簡では、米国をはじめとする各国の医学界が臓器の不正入手や移植技術の濫用にますます注目していることに言及し、特にそれらが頻発し深刻化していると指摘した。
米国下院外交委員会は2014年7月30日、中国政府に対し、受刑者からの臓器収奪の停止を求める281号決議案を審議し可決した。同決議案は2013年6月27日に提案されたもので、提案者は米下院外交委員会の前委員長でフロリダ州の共和党イレーナ・ロスレーチネン下院議員と、ニュージャージ州の民主党ロバート・アンドリュース前下院議員である。
同委員会は2017年7月13日、信仰や慣習が失われる法輪功と連帯し、中国政府に対し、本人同意のない臓器摘出を非難する決議案を可決した。

#### 欧州議会による非難
欧州議会は2013年12月12日、中国で起きる強制的な人体臓器の奪取（臓器狩り問題）について、即刻止めるよう中国政府に求める決議を可決した。決議案には「宗教・信条を理由に投獄された多数の法輪功学習者や少数民族を含む収監者から、中国政府の指示で組織的な人体の臓器奪取が行われていることについて、信頼できる報告書が継続的に出されていることに強い懸念を示す」と記された。決議では、次の内容を中国政府に要求している。
- 臓器狩りの即刻停止
- 拷問、信条の自由、臓器奪取の事実に関する国連特別官調査団の訪問の受け入れ
- 法輪功学習者を含む全ての良心の囚人の即時釈放

#### 中国での良心の囚人からの強制臓器収奪を調査する民衆法廷（2018-2019年、ロンドン）
2018年から2019年にかけて「中国での臓器移植濫用停止 ETAC国際ネットワーク」 (英語: International Coalition to End Transplant Abuse in China) は、7名の判事団により構成された「中国での良心の囚人からの強制臓器収奪を調査する民衆法廷」(中国・民衆法廷) をロンドンでひらいた。同民衆法廷は約1年の調査の後2019年6月17日の最終判決を出し、28名の事実証言者と24名の専門家としての証言者（合計52名）の証言に基づき、「強制臓器収奪は、中国全域で、何年にもわたり、かなりの規模、行われてきており、法輪功学習者がおそらく主な臓器源である」と結論を導いている。

#### 「臓器狩り」への反論
米国在住の呉弘達は「臓器狩り」へ疑念を示した。彼によると
- 法輪功は、証人と間接的な証拠しか持っていない。
- 法輪功は、教団にいる証人への取材を拒否。
- アニーとピーターの証言は「詐欺の可能性」、「事実のゆがみ」、「偽造されたニュース」に相当すると述べた。
- 呉弘達（中国語版、英語版）は中国のCIC記者に蘇家屯疑惑の調査を依頼し、3月12日以降に捜査官は蘇家屯地区全体を捜索した。3月17日には、蘇家屯にある2つの軍事キャンプを訪問調査した。 3月27日、蘇家屯にある遼寧省中国西部総合血栓症病院を密かに訪問し、3月29日、蘇家屯近郊の康家山刑務所を訪問したが、これらすべての直接調査で証拠は発見されなかった[115]。
- エポックタイムズの取材の中で、アニーは人間が大量に集められて殺されたとされる地下室や火葬室を目撃しておらず夫からの伝聞だったこと、ピーターも収容施設の中は目撃せず外側からレンガの壁で囲まれた建物を見て周辺住人からの伝聞で語っていたことから、両者の証言は憶測に過ぎないと批判した[115]。しかし、2009年の労改基金会発行の文書の中で彼は意外にも、法輪功および他の囚人たちが臓器狩りの犠牲になっている「懸念すべき可能性」に戻っている。彼は信頼性ある証拠としてイーサン・ガットマンの記事に言及していた[116]。

報告書は最初に提出された版と改訂された第二版があるが、第一版ではアニーと呼ばれる女性が提供した情報には裏付けを取る事が不可能なものが大量に含まれていたことを、報告者のデービッド・マタス本人が認めている。
2006年4月、アメリカ合衆国国務省は北京の米国大使館と瀋陽の米国領事館の職員が「臓器狩りがあった」と言われた地域の病院で調査を行ったが、通常の病院としての運営されていた事が確認され法輪功の主張を認める証拠は見つけることができなかった。
米国の議会調査局はデービッド・マタスとデービッド・キルガーが作成した報告書について次のように評価した。
報告書の中身は法輪功が設立したNGOであるCIPFGの電話調査が大部分であって、新しく独立して取得された証言は無く推論に大きく依存している。法輪功への臓器摘出問題は国際社会の人権専門家によって広く真実だと受け入れられているが、問題のレポートの主要な主張の幾つかは他の調査の結果と矛盾している。報告書の結論は電話証言に大きく依存しているが、中国当局の厳しい情報管理を考慮すると病院や拘置所に直接電話を掛けて事件の真相を外部の人間に喋るのは不自然であるとして否定的に評価した。
しかし同時に、米国議会は中国の法輪功学習者への弾圧および、臓器狩りに関する報告に引き続き懸念を抱いており、毎年の人権報告書と中国政府との議論において、これらの懸念事項を提起している。
また、臓器摘出の事件が起きた現場である蘇家屯の病院を取材した、カナダの新聞であるOttawa citizenの記者Glen McGregorによれば、病院は街中にあり人通りも多く、建物の出入り口は周囲のどの方角からも丸見えで、とても大量の死体を極秘に移送できたとは思えないと述べた。Glen McGregorが、アニーと呼ばれた女性の証言が曖昧な事について、疑惑の発端になった蘇家屯の病院での事件を信じるかどうかをデービッド・マタスに電話で尋ねた所、マタスは「記録が無いので詳細は分からない」と述べたとされる。彼はまた、欧米のジャーナリストはデービッド・マタスとデービッド・キルガーの報告書を信用し何度も繰り返し報道しているが、過去の国連やHRWやアムネスティといった団体の調査でも拷問の疑惑はあったが臓器摘出に関する証拠は確認されていないこと、独立した情報源を自称するエポックタイムズの報道は反共主義者による法輪功の弁護が強く政治的であることなどを指摘した。

### 脱党運動
脱党運動（退黨運動/退党运动;ピンイン：Tuìdǎng yùndòng;英語：Tuidang movement）とは、法輪功などが中国大陸の人々に中国共産党からの脱退を呼びかける運動である。フォーブスによれば、2006年2月に、ファックスやメールや郵便などを通じて、1億7200万もの脱党宣伝が中国へ発送された。新唐人テレビもそれに関するドキュメンタリー番組を衛星放送で中国へ送信した。中国国内にいる法輪功学習者も紙幣に脱党スローガンを印刷して、紙幣の流通で脱党運動を世の人に広めようとしていた。

### アメリカ議会・閣僚による非難
2010年3月16日、アメリカ連邦議会で法輪功学習者への迫害停止を求める605号決議案が、賛成412-反対1の圧倒的多数で可決された。この可決案には、1999年に江沢民中国共産党総書記の命で制定された機関「6-10弁公室」 への言及も含まれ、法輪功への迫害・脅迫・投獄・拷問キャンペーンの即刻廃止、強制収容所に監禁されている学習者の解放といった中国政府への要望も折り込まれている。
2020年7月20日、アメリカ合衆国のマイク・ポンペオ国務長官は、中国政府が21年にわたり法輪功への拷問や数千人規模の拘束を含む弾圧・虐待を続けてきたことを指摘し、弾圧を即刻中止するよう中国政府に要求する声明を発表した。
2024年6月25日法輪功保護法案（HR 4132）がアメリカ下院を全会一致で可決・通過し、中国における法輪功学習者に対する迫害、臓器収奪に対して強力な法的措置を講じる画期的な動きとなった。この法案には、「中国における強制的な臓器摘出に故意に責任を負い、共謀、または関与した外国人に対して、ビザおよび財産差し押さえの制裁を課す」こと、「同盟国、パートナー国、多国間機関と協力し、中国の法輪功への迫害に注目し、対象を絞った制裁とビザ制限に関して国際社会と緊密に連携すること」などが求められている。

### 弾圧にたいする懐疑的な見解
法輪功書籍の出版禁止令が2011年にすでに撤廃されており、次代の胡錦濤政権時代に法輪功問題の解決に動きがあったとの見方もあるが、中国政府による邪教の取締を強化を伝える2017年の報道においては法輪功の名前も挙げられている。

### 関連する書籍と映画
2012年にカナダで『STATE ORGANS』が出版された。カナダの国際人権弁護士デービッド・マタスをはじめとする医師や専門家ら12人が調査と分析を行い、重大な国家犯罪として中国で「臓器狩り」が行われている、としている。同書の執筆者の一人、デービッド・キルガーは、2009年にマタスとの共同執筆で『血まみれの臓器狩り(BloodyHarvest)』を出版。長年にわたり、中国の「臓器狩り」告発に尽力したとされ、両名は2010年のノーベル平和賞候補にノミネートされている。日本語訳は、2013年10月25日に自由社から『中国の移植犯罪 国家による臓器狩り』が出版されている。
2014年4月23日、臓器狩り疑惑の国際調査を収めたドキュメンタリー映画『人狩り（Human Harvest）』が公開され、同年に米国放送界の最高栄誉賞である第74回ピーボディ賞を受賞した。日本語版字幕付きが国内でネット配信されている。
2018年には、強制収容所内の過酷で残虐な迫害の実態を暴露したドキュメンタリー映画 『馬三家からの手紙』(レオン・リー監督、カナダ) が公開された。この映画は、数々の国際映画祭で受賞している。日本においては、2018年9月にNHK BS1において初放送され、2019年7月までに5回再放送されていることからも放送後の反響が窺える。2020年9月より日本語字幕付きの完全版が国内の様々なネット配信業者から購入できるようになっている。

## 年表
- 1992年 - 中国で活動を開始。
- 1993年 - 『東方健康博覧会93』において最高賞を受賞。
- 1996年 - 創始者の李洪志がニューヨークへ移住。
- 1998年 - 李がアメリカの永住権を取得。
- 1999年 - 4月25日、中南海事件が発生。
- 1999年7月22日 - 中国共産党が法輪功を全面禁止。
- 1999年7月29日 - 中国共産党が李洪志を国際手配、駐在公館を通じてアメリカに身柄引き渡しを要求。
- 2001年1月23日 - 天安門焼身自殺事件の模様を中国中央テレビが報道、自殺を図った者は法輪功学習者で、そのうち一人が死亡と報じた。また、後日放送された番組「焦点訪談」で、焼身自殺で全身に負った重度の火傷を治療中の、全身に包帯をきつく巻かれた負傷者の姿が放映された。調査依頼を受けた専門団体は、これら一連の報道の矛盾点、疑問点を指摘し、焼身自殺は中国共産党による捏造報道であると主張。その後、矛盾点を指摘する動画がYouTubeなどで出回る。
- 2002年 - “言論統制打破”を名目に中国の放送衛星・シノサットへの割り込みを度々行った。
- 2004年8月27日 - 日本法輪大法学会、NPO法人を取得[4]
- 2005年4月12日 - 日本法輪大法学会、法輪功への迫害に対し、江沢民と中国大使館を大阪地裁で提訴、日本は世界で15カ国目の訴え（報道記事なし　却下されたと見られる）。
- 2006年3月9日 - 瀋陽市近郊の蘇家屯地区に、法輪功学習者を殺して臓器を取り出すという不法臓器摘出行為を行う収容所があると大紀元時報が報道。7月6日、カナダのキルガーとマタスが中国で不法に臓器が摘出される、いわゆる「臓器狩り」が行われている可能性が極めて高いとの報告を発表したとAFPが報道。8月11日、国連は不法臓器摘出行為についての申し立て書を中国政府に送付。11月28日、中国政府は蘇家屯地区などをNHKなどの報道機関に取材させたことなどを挙げた上で、国連に対して申し立ては事実無根と主張[135]。
- 2006年4月20日 - ホワイトハウスで当時の中国の最高指導者・中国共産党総書記胡錦濤がスピーチをしている際、報道陣席にいた法輪功学習者の王文怡が法輪功への迫害停止を求め、胡錦濤総書記に向かって抗議。
- 2019年6月17日 - 人道罪が疑われる問題を国際的な独立調査と裁定を行う民衆法廷最終裁定がロンドンで開かれた。一年に渡る調査と50人以上の証言および証拠に基づいて、議長ジェフリー・ナイス卿は、法輪功学習者は相当な規模で臓器を強制的に収奪されているとの結論が発表された[111]。

## 脚註
1. ↑  このことは後述するような迫害もまた、学習者にとっては自らの信仰の証となり、徳を得ることにつながるとの考えにも繋がりうる[25]。また、莫 (1999, p. 95) は後述する一連の抗議活動がこの「忍」の教えに悖るものではなかったかと疑問を呈している。《青少年科技博覧》への抗議行動についてこの点を問われたある女性学習者は、たとえ短いものであっても先入観にもとづいた法輪功批判が掲載されれば、当該雑誌の読者層である若者の法輪功への出会いが妨げられるのだから、抗議は正当であり非難には当たらないと述べている[27]。
2. ↑  学習者の中には、仏教・キリスト教・イスラム教などの諸宗教は最終的に法輪功に集約されると主張する者もいるが、李の著作にはそのような記述はない[19]。
3. ↑  たとえば莫 (1999, p. 105) によると、上野公園で配布されていた資料には「無償で教えます」との記載があったという。また、2021年現在調布市のウェブサイトには法輪功愛好会のページがあり、費用は無償と記載されている[37]。
4. ↑  莫 (1999, p. 108) の取材時点での日本における『転法輪』の価格は480円であり、莫は、原価の十数倍となる日本における中国語書籍の相場からすると「信じられないほどの安さ」であると述べている。また、大会や日々の運営資金は各々の学習者が自ら負担していると、莫 (1999, p. 140) は記述している。
5. ↑  法輪功の非合法化以降に中国政府は、李が巨額の利益を得、脱税もしていると非難している[29]。莫 (1999, p. 140) は、当時中国政府は金銭面でも法輪功を批判できる材料を探したが、なかなか実のある事例が見つからなかったと伝えている。
6. ↑  このことが後述する中国政府による臓器摘出に繋がっていると《大紀元時報》は見ている[38]。
7. ↑  このように中国共産党員を含む上層部を取り込もうとする「中央突破」作戦は、1980年代後半より勢力を伸ばした中華養生益智功（英語版）（中功）に倣ったものである[45]。
8. ↑  この数字は欧米メディアに引用されている[55][56][57]。
9. ↑  これに先立ち莫 (1999, pp. 104–119) は、東京の在日中国人と中国残留孤児を中心とした学習者のコミュニティを取材し、好感[75]と疑念[76]の両方を記している。
10. ↑  中国国内での拘禁経験者との面談を通して算出された監禁者数の推定値、数百万〜数千万人[10](下記の段落参照）を鑑みると、迫害後の学習者数が200万から300万人という数字には疑問が残る[誰?][独自研究?]。
11. ↑  議長はジェフェリー・ナイス（英語版）(イギリスの弁護士)。その他のメンバーは、マーティン・エリオット（英語版）(外科医) 、アンドリュー・クー（英語: Andrew Khoo、マレーシアの弁護士）、レジーナ・パウローズ（英語: Regina Paulose、米国の弁護士）、シャディ・サドル（英語版）(イランの弁護士)、ニコラス・ヴェッチ（英語: Nicholas Vetch、事業家）、アーサー・ウェルドロン（英語版）(歴史学者)[106] 。
12. ↑  1999年に江沢民の命で発足された秘密諜報部隊。法輪功への迫害を行う切り札とされた。その後も、台湾やチベットの反中国組織の監視など、次第にその活動域は広がり始めており、北京オリンピックの際の事実隠蔽工作や情報操作なども行ったとされる[要出典]。
13. ↑  ただし、法輪功は中華人民共和国公安部が定める14の邪教組織には含まれていないため[128][129]、法輪功を学ぶことは違法ではない[独自研究?]。

### 法輪功系サイト
- 法輪大法（法輪功）（公式サイト）
- 明慧日本語版
- 法輪大法情報センター
- 法輪大法情報センターの映像作品サイト
- 大紀元日本
- 日本新唐人テレビ

### 批判的サイト
- 法輪功とは何か（駐日中華人民共和国大使館）